# Dieter Fersch

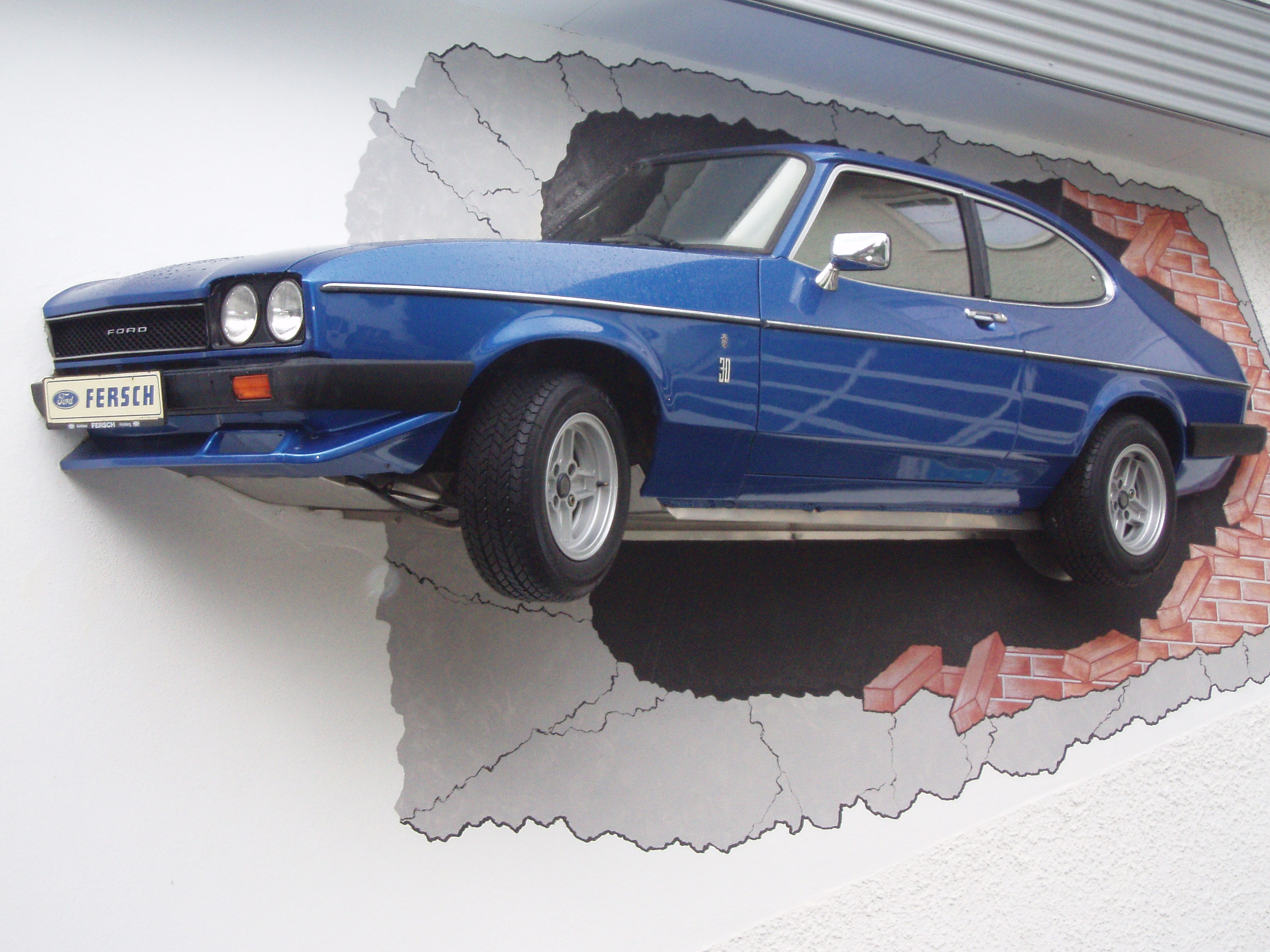
Wandschmuck am Autohaus Fersch in Bad Hindelang

Dieter Fersch (* 10. Januar 1946 in Hindelang) ist ein ehemaliger deutscher Skirennläufer. 
Dieter Fersch startete für den SV Hindelang. Er wurde bei den Olympischen Winterspielen 1968 in Grenoble in der Abfahrt Neunzehnter. Seine Familie betreibt heute ein Autohaus in Bad Hindelang und sammelt Oldtimer, die dort auch präsentiert werden.